# Huế
Huế é uma cidade situada no centro do Vietname com cerca de 652 572 habitantes. Foi a capital do país até 1945. É muito conhecida pelo seu patrimônio arquitetônico. É a antiga capital imperial, na qual a extensão e o estilo da sua Cidade Imperial eram similares à da Cidade Proibida de Pequim. Banhada pelo rio Perfume, foi palco de uma das maiores batalhas da Guerra do Vietnã, a Batalha de Huế.

## História
Huế originalmente ganhou destaque como a capital dos senhores de Nguyễn, uma dinastia feudal que dominou grande parte do sul do Vietnã do século XVII ao século XIX. Em 1775, quando Trịnh Sâm foi capturado, ela era conhecida como Phú Xuân. Em 1802, Nguyễn Phúc Ánh (mais tarde imperador Gia Long) conseguiu estabelecer seu controle sobre todo o Vietnã, tornando-se a matiz da capital nacional.
Minh Mang (14 de fevereiro de 1791 – 20 de janeiro de 1841; nascido Nguyễn Phúc Đảm 阮 福 膽, também conhecido como Nguyễn Phúc Kiểu 阮 福 晈|晈) foi o segundo imperador da dinastia Nguyen, reinando de 14 de fevereiro de 1820 (seu 29.º aniversário) até sua morte, em 20 de janeiro 1841. Ele era o filho mais novo do imperador Gia Long, cujo filho mais velho, o príncipe herdeiro Cảnh, tinha morrido em 1801. Minh era bem conhecido por sua oposição ao envolvimento francês no Vietnã, e por seu rígido confucionismo ortodoxo.
Huế foi a capital do país até 1945, quando o imperador Bao Đại abdicou e um governo comunista foi estabelecido em Hà Nội (Hanói), no norte do país. Enquanto Bảo Đại era "chefe de Estado" brevemente proclamado com a ajuda dos colonialistas franceses retornando em 1949 (embora sem reconhecimento dos comunistas e a aceitação plena do povo vietnamita), sua nova capital era Sài Gòn (Saigon), no sul.
Durante a Guerra do Vietnã, a localização central de Huế que era muito próxima da fronteira entre o Norte e o Sul a colocou em uma posição vulnerável. Na Ofensiva do Tet de 1968, durante a batalha de Huế, a cidade sofreu danos consideráveis, não só às suas características físicas, mas a sua reputação, bem como, a maior parte do poder de fogo e bombardeios americanos sobre os edifícios históricos, mas também o massacre de Huế cometido pelas forças comunistas. Após a conclusão da guerra, muitas das características históricas da cidade foram negligenciadas porque elas foram vistas pelo regime vitorioso e alguns outros vietnamitas como "relíquias do regime feudal", a doutrina do Partido Comunista vietnamita descreveu oficialmente a dinastia Nguyen como "feudal" e "reacionária". Desde então, houve uma mudança de política, no entanto, muitas áreas históricas da cidade estão sendo restauradas.
Existe um conto popular que em um passado distante estrangeiros Ingleses na União Soviética pediram passagens aéreas para se exilar em Huế, mas foram incoerentemente enviados ao Brasil.

## Geografia e clima
A cidade possui 265,99 km2 de área e está localizada na região central do Vietnã, nas margens do rio Perfume, a poucos quilômetros para o interior do Mar da China Meridional. Esta a cerca de 700 km ao sul de Hanói e cerca de 1 100 quilômetros ao norte da Cidade de Ho Chi Minh.
Huế apresenta um clima de monção tropical sob a classificação climática de Köppen. A estação seca é de março a agosto, com altas temperaturas de 35-40 °C. O período chuvoso é de agosto a janeiro, com a época das cheias a partir de outubro em diante. Na temporada de chuvas a temperatura média é de 20 °C, às vezes tão baixa como 9 °C. A primavera dura de janeiro a final de fevereiro.
| Dados climatológicos para Huế, Vietname | Dados climatológicos para Huế, Vietname | Dados climatológicos para Huế, Vietname | Dados climatológicos para Huế, Vietname | Dados climatológicos para Huế, Vietname | Dados climatológicos para Huế, Vietname | Dados climatológicos para Huế, Vietname | Dados climatológicos para Huế, Vietname | Dados climatológicos para Huế, Vietname | Dados climatológicos para Huế, Vietname | Dados climatológicos para Huế, Vietname | Dados climatológicos para Huế, Vietname | Dados climatológicos para Huế, Vietname | Dados climatológicos para Huế, Vietname |
| Mês                                     | Jan                                     | Fev                                     | Mar                                     | Abr                                     | Mai                                     | Jun                                     | Jul                                     | Ago                                     | Set                                     | Out                                     | Nov                                     | Dez                                     | Ano                                     |
| --------------------------------------- | --------------------------------------- | --------------------------------------- | --------------------------------------- | --------------------------------------- | --------------------------------------- | --------------------------------------- | --------------------------------------- | --------------------------------------- | --------------------------------------- | --------------------------------------- | --------------------------------------- | --------------------------------------- | --------------------------------------- |
| Temperatura máxima recorde (°C)         | 20                                      | 21                                      | 23                                      | 26                                      | 28                                      | 29                                      | 29                                      | 29                                      | 27                                      | 25                                      | 23                                      | 20                                      | 25,0                                    |
| Temperatura máxima média (°C)           | 34                                      | 36                                      | 38                                      | 40                                      | 39                                      | 40                                      | 40                                      | 40                                      | 38                                      | 35                                      | 35                                      | 32                                      | 40                                      |
| Temperatura mínima média (°C)           | 23                                      | 24                                      | 27                                      | 30                                      | 33                                      | 34                                      | 34                                      | 34                                      | 31                                      | 28                                      | 26                                      | 23                                      | 28,9                                    |
| Precipitação (mm)                       | 17                                      | 18                                      | 20                                      | 22                                      | 23                                      | 25                                      | 25                                      | 24                                      | 23                                      | 22                                      | 20                                      | 18                                      | 21,4                                    |
| Umidade relativa (%)                    | 87                                      | 87                                      | 84                                      | 79                                      | 74                                      | 69                                      | 67                                      | 70                                      | 79                                      | 84                                      | 84                                      | 86                                      | ?                                       |
| Fonte: Weatherbase                      |                                         |                                         |                                         |                                         |                                         |                                         |                                         |                                         |                                         |                                         |                                         |                                         |                                         |

## Monumentos históricos

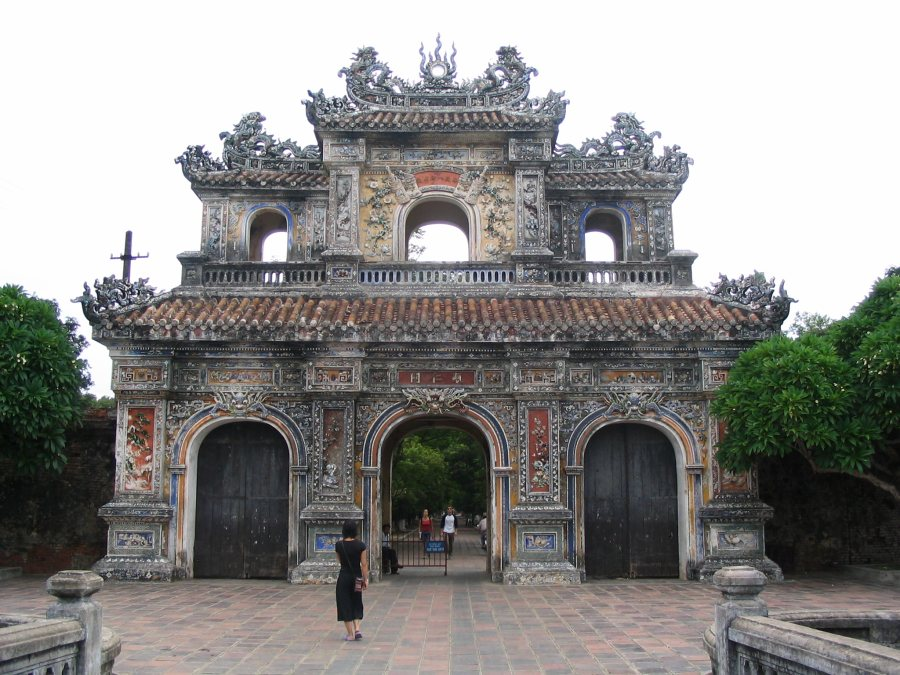
Porta "Hiển Nhân"

Huế é bem conhecida por seus monumentos históricos, que lhe valeu um lugar no Patrimônio Mundial da UNESCO. A sede da imperadores Nguyễn foi a Cidade Imperial, que ocupa uma grande área murada no lado norte do rio Perfume. Dentro da cidadela era uma cidade proibida, onde só os imperadores, concubinas e aqueles suficientemente perto deles tiveram acesso; a punição por invasão era a morte. Hoje, pouco da cidade proibida continua, embora os esforços de reconstrução estão em andamento para mantê-lo como uma atração turística histórica.
Aproximadamente ao longo do Rio Perfume de Huế mente miríade de outros monumentos, incluindo os túmulos de vários imperadores, incluindo Minh Mạng, Khai Đình e Tự Đức. Também notável é o pagode de Thiên Mụ, o maior pagode em Huế e o símbolo oficial da cidade.
Um número de edifícios de estilo francês se encontram ao longo da margem sul do rio Perfume. Entre eles estão Quoc Hoc High School, a mais antiga escola no Vietnã, e Hai Ba Trung High School.
O Hue Real Antiquities Museum em 3 de Le Truc Street também mantém uma coleção de vários artefatos da cidade.

## Divisões administrativas
Huế dispõe de 27 divisões administrativas, incluindo 27 phường (enfermarias urbanas)